# Carga fantasma

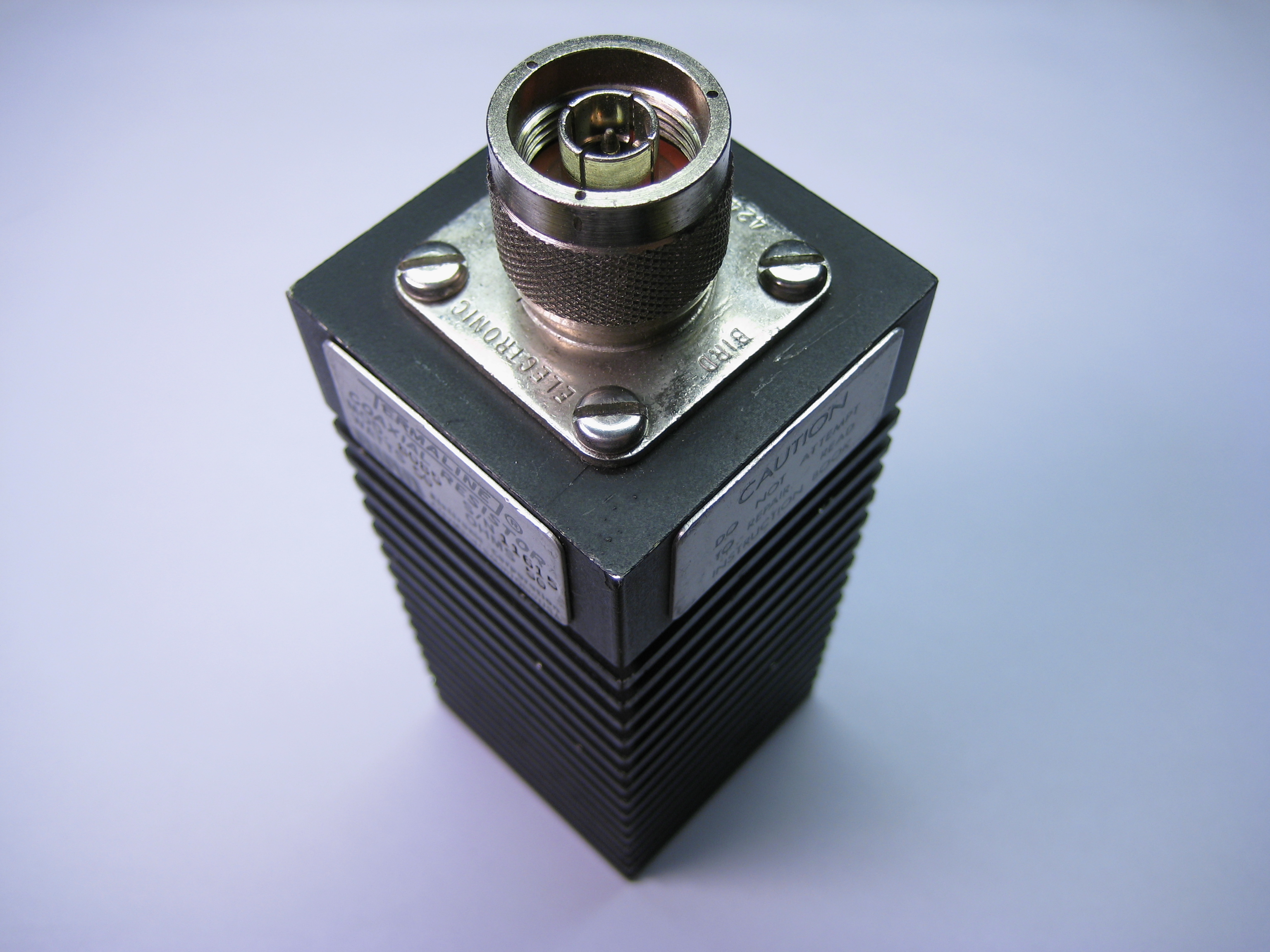
Carga fantasma con conector-N

Una carga fantasma es un dispositivo que se utiliza para simular una carga eléctrica, generalmente para fines de pruebas y/o medidas.

## Radio
En los transmisores, una carga fantasma es un dispositivo usado para sustituir las antenas, durante pruebas y ajustes, para evitar emisiones indeseables de radiación electromagnética, así como para evitar daños al equipamiento transmisor.
Durante pruebas y ajustes, cuando se conecta la carga fantasma en el lugar de la antena durante las transmisiones, se evita que el transmisor cause interferencias electromagnéticas con otros radiotransmisores/receptores.
Si un transmisor es testado sin ningún tipo de carga conectada, tal como una antena o carga fantasma, el transmisor puede dañarse. Además, si un transmisor es ajustado sin ninguna carga, tendrá un comportamiento diferente cuando le sea conectada dicha carga, por lo que los ajustes realizados serán incorrectos.
Una carga fantasma debe ser una resistencia pura, es decir, sin características inductivas o capacitivas. El valor de la resistencia deberá ser el mismo de la impedancia de la antena y de la línea de transmisión (generalmente, cable coaxial), que normalmente poseen valores de 50 Ω (más utilizado) o 75 Ω.